# 니시노세촌
니시노세촌(일본어: 西能勢村)은 일본 오사카부 도요노군에 설치되었던 촌이다. 현재의 노세정 서부에 해당한다.